# Ngagi Wangpo
Ngagi Wangpo, ook bekend als Chennga Tsenyepa (1439-1491) was de negende vorst uit de Phagmodru-dynastie van 1481 tot 1491, wat de heersende dynastie in Tibet was van 1354 tot 1435, en een zekere politieke status behield tot aan het begin van de 17e eeuw.

## Familie
Ngagi Wangpo was de enige zoon van koning Dragpa Jungne, een voorganger en broer van Künga Legpa, Wangpo's voorganger. Zijn moeder was een afstammeling van de Kharpa-familie.

## Opvolging
Bij de dood van zijn vader in 1454 was Ngagi Wangpo nog steeds een jongeling en werd hij benoemd tot abt van het klooster Thel. Vier jaar later trok koning Künga Legpa het abtwezen van Thel naar zich toe en werd Ngagi Wangpo van die positie afgezet.
De late 15e eeuw stond bol van interne conflicten in U-Tsang (Centraal-Tibet) en de directe autoriteit van de Phagmodru-vorsten bleef beperkt tot de regio U; de heerschappij over oostelijk Centraal Tibet (Tsang) viel onder de vorsten uit de Rinpung-dynastie.
In 1481 werd Künga Legpa het koningschap ontnomen door een raad van ministers, nadat de Rinpung-vorst Dönyö Dorje verschillende invallen had uitgevoerd in de provincie U. Ngagi Wangpo werd uitgenodigd de positie van koning (gongma, "de hoge") te aanvaarden. Tijdens zijn kroning trouwde hij met een vrouw met de naam Dsongkhama. In 1488 kregen ze een zoon met de naam Ngawang Tashi Dragpa.

## Voortgaande interne onrust
In het decennium van de regering van Ngagi Wangpo werd hij door de elite van Centraal-Tibet geëerd als hun opperheer (chipon).
Desondanks werd zijn tijd gedomineerd door onveilige omstandigheden en rivaliteit tussen verschillende delen van zijn land. In 1485 leidde Dönyö Dorje een aanval op Gyantse en drie jaar later kreeg hij de stad uiteindelijk onder controle.

## Dood en opvolging
Toen Ngagi Wangpo in 1491 overleed, was de macht van de Phagmodru-dynastie opnieuw ingeperkt en leek de dominantie van de Rinpungpa compleet. Hij werd tijdelijk opgevolgd door de Tsogye Dorje, de oom van Dönyö Dorje.
De Chinese Ming-dynastie had in deze tijd de geringste kennis of wat er zich afspeelde in de Tibetaanse politiek, aangezien ze pas op de hoogte kwamen van de dood van Ngagi Wangpo in 1495.